# Centralblatt für das gesamte Forstwesen
Das Centralblatt für das gesamte Forstwesen (seit 2011 auch: Austrian Journal of Forest Science) ist eine der ältesten wissenschaftlichen Zeitschriften, die Originalarbeiten zu Wald- und Holzwissenschaften, Umwelt und Naturschutz sowie der Waldökosystemforschung publiziert. Die Zeitschrift wird von dem Department für Wald- und Bodenwissenschaften der Universität für Bodenkultur Wien und dem Bundesforschungs- und Ausbildungszentrum für Wald in Zusammenarbeit mit dem Österreichischen Agrarverlag herausgegeben. Seit 2017 wird die Zeitschrift als Open Access Journal publiziert.
Die Erstveröffentlichung erschien als Jahrgangsausgabe bereits 1875 in Wien. Die Redaktion damals führten der k. u. k. Oberlandforstmeister Robert Micklitz und der Prof. f. Forstwirtschaft Gustav Hempel. Als Verlag fungierte die Hofbuchhandlung Faesy & Frick.  